# (2397) Lappajärvi
(2397) Lappajärvi est un astéroïde de la ceinture principale.

## Description
(2397) Lappajärvi est un astéroïde de la ceinture principale. Il fut découvert le 22 février 1938 à Turku par Yrjö Väisälä. Il présente une orbite caractérisée par un demi-grand axe de 3,08 UA, une excentricité de 0,18 et une inclinaison de 10,3° par rapport à l'écliptique.

## Compléments